# Movic
Movic (ムービック Mūbikku?) es una compañía japonesa especializada en la publicación de cartas coleccionables, figuras, CD y otros medios de comunicación generales relacionados con la industria del anime. Movic hace parte del grupo Animate.

## Involucrado en los siguientes animes
- Ah! My Goddess: The Movie: Producción
- Ai City: Producción
- Ai Yori Aoshi: Producción
- Ai Yori Aoshi ~Enishi~: Producción
- All Purpose Cultural Cat Girl Nuku Nuku: Producción
- All Purpose Cultural Cat Girl Nuku Nuku DASH!: Producción
- Android Ana Maico 2010: Producción
- Anime Tenchou: Concept Work
- Appleseed: Producción
- Araiso Private High School Student Council Executive Committee: Producción, Planificación
- Battle Angel: Producción
- Blue Seed: Producción
- Blue Seed Beyond: Producción
- Chobits: Producción por coplaboración
- Crystal Triangle: Producción
- Dengeki Oshioki Musume Gōtaman: Gōtaman Tanjō-hen: Producción
- Descendants of Darkness: Producción
- DNA²: Producción
- Dog Soldier: Shadows of the Past: Producción
- Fushigi Yuugi OVA: Producción
- Gakusaver: Producción
- Galaxy Fraulein Yuna: Producción
- Galaxy Fraulein Yuna Returns: Producción
- Gall Force - Eternal Story: Producción
- Gall Force: The Revolution: Producción
- Gokicha!! Cockroach Girls: Producción
- Grandeek - Gaiden: Producción
- Guyver: Out of Control: Producción
- Judge: Producción
- Jungle De Ikou: Producción
- K.O. Beast: Producción
- Martian Successor Nadesico: Producción y Cromos
- Neon Genesis Evangelion: Death & Rebirth: Producción
- Neon Genesis Evangelion: The End of Evangelion: Producción
- Ninja Scroll: Producción
- Nuku Nuku: Producción
- Photon: The Idiot Adventures: Producción
- Plastic Little: Producción
- Puella Magi Madoka Magica: Producción
- Pugyuru: Producción
- Roujin Z: Producción
- Sailor Victory: Producción
- S-cry-ed: Producción y cromos
- Shamanic Princess: Producción
- Sorcerer Hunters: Producción
- Sorcerer Hunters: Coproducción
- Sorcerous Stabber Orphen: Producción y cromos
- Star Ocean: Producción
- Starship Troopers: Coproducción
- Strawberry Marshmallow: Coproducción
- The Heroic Legend of Arslan: Producción
- This Ugly Yet Beautiful World: Producción
- Tokyo Babylon: Producción
- Tsubasa RESERVoir CHRoNiCLE The Movie: Princess of the Birdcage Kingdom: Producción
- Tsukihime: Producción
- Ultimate Teacher: Producción
- Umi no Yami, Tsuki no Kage: Producción
- Vampire Hunter D: Producción
- Vampire Hunter D: Bloodlust: Producción
- Wanna-Be's: Producción
- X Producción
- xxxHOLiC the Movie: A Midsummer Night's Dream: Producción
- Yu Yu Hakusho the Movie: Poltergeist Report: Producción